# 興行場法
興行場法（こうぎょうじょうほう、昭和23年法律第137号）は、興行場の営業に関する法律である。
下位法令に興行場法施行規則（昭和23年厚生省令第29号）がある。

## 興行場とは
この法律の規制の対象となる興行場とは「映画、演劇、音楽、スポーツ、演芸又は観せ物を、公衆に見せ、又は聞かせる施設」のことと定義されている（法第1条第1項）。
具体的には例えば、映画館、劇場、歌舞伎座、寄席（落語を行うところ）、ライブハウス、コンサートホール、野球場、サッカー場、見世物小屋、競馬場・競輪場、ビデオボックス、ストリップ劇場などのことを指す。また公民館などで概ね月に5回程度映画の上映などを行えば本法の対象となる。
公営の動物園・植物園・博物館、および水族館は本法律の規制対象外。博覧会も対象外であるが、会場内で演劇などを定期的に行う場合は、適用とする場合がある。

## 内容

### 許可と指導
興行場の営業については、都道府県知事(保健所設置市または特別区にあっては市長または区長。以下同じ)の許可が必要であり（第2条第1項）、都道府県知事は構造設備が条例で定める基準にあわないときは、理由を記した文書を交付し、許可を与えないことができる（同第2項）。なお、政令指定都市、中核市も地方自治法および地方自治法施行令（政令指定都市=施行令第174条の36、中核市=施行令第174条の49の15）に基づき、興行場の規制に関する事務を行うことができる。自治体職員は必要に応じて報告をさせたり、施設に立ち入り後述する第3条第1項関係の措置の実施状況を調査したりできる（第5条第1項）。第5条の職権を行うものは環境衛生監視員とする（興行場法施行規則）。営業者は、報告をしなかったり、虚偽の報告を行ったり、立ち入り調査を拒んだりした場合、2万円以下の罰金に処される（第9条）。許可後に構造基準が条例に合わなくなった場合、営業停止や許可の取り消しとなる場合がある（第6条）。この場合、都道府県知事は第7条のとおり公開の聴聞を開かなくてはならない。
都道府県知事の許可を受けずに営業を行ったり、第6条による営業停止命令に従わなかった場合は、営業者は6月以下の拘禁刑又は2万円以下の罰金に処される（第8条）。
興業場の営業者について相続、合併、分割があったときは相続人や、合併後存続する法人、分割後事業を承継した法人が許可を受けたものとしての地位を承継する。（第2条の2第１項）

### 営業者の講ずるべき措置
営業者は換気、照明、清潔その他条例で定められた衛生上必要な措置を講じなければならない。（第3条第1項）具体的な基準は都道府県等の条例で定められる（同第2項）。この条例に定める衛生基準に違反した場合、構造基準の違反と同様に営業停止や許可の取り消しとなる場合がある。聴聞についても同じ。また、営業者や興行場の管理者は後述の、興行場を不潔にするような行為を制止しなければならない（第4条第2項）。

### 基準条例準則
第2条関係の構造設備や、第3条関係の衛生上必要な措置その他の基準は、都道府県等の条例で規制されるが、これらの条例作成の参考とするための「興行場法第２条、 第３条関係基準条例準則」が定められている。

### 入場者への規制
入場者は施設の清潔を著しく損ね、または公衆衛生に害為す行為をしてはならない（第4条第1項）。違反した場合拘留又は科料に処される（第10条）。

## 沿革
興行場の初期の取締は明治10年の東京における「寄席取締規則」（警視庁令甲文）および「角觝並行司取締規則及び興行場取締規則」（警視庁令甲11）である。これらは明治15年に劇場取締規則に統一された。この規制は衛生状態の維持は場内の清掃の規定くらいで、治安維持や風紀維持、防火に関する目的が主であった。その後外国映画の輸入が盛んになり、東京の映画館の数が増大、上映される映画の影響もあり館内の風紀の乱れが深刻となった。これに対応するため警視庁は大正6年「活動写真興行取締規則」（警視庁令第12号）を制定した。その後大正10年、演劇、映画、寄席などの規則は「興行場及び興行取締規則」（警視庁令第15号）に一元化された。この規則は、興行場の位置や構造だけでなく、興行内容（興行師、脚本、フィルム、演者、説明者）、観客に及ぶ幅広いものであった。その後昭和期に入り、映画産業の発展にともない映画館への全国的な規制を行うため昭和14年「映画法」（法律第66号）が独立。その他の興行場については「興行取締規則」（昭和15年警視庁令第2号）で規制された。戦後は映画法と興行取締規則が廃止され、日本国憲法の趣旨を踏まえ、衛生状態の維持をおもな趣旨とする本法律が制定された。